# Roswitha-Gymnasium
Das Roswitha-Gymnasium ist ein allgemeinbildendes Gymnasium im südniedersächsischen Bad Gandersheim. Hier werden ungefähr 700 Schüler von etwa 70 Lehrern unterrichtet.

## Namensgebung
1992 wurde der Schulname des damaligen Gymnasiums Bad Gandersheim auf Initiative des Abiturjahrgang 1992 in Roswitha-Gymnasium Bad Gandersheim geändert, benannt nach der ersten deutschen Dichterin Roswitha von Gandersheim.

## Geschichte
Am 8. Mai 1878 wurde die Schule als Realschule zweiter Ordnung, zwei Jahre später, am 13. November 1882, erfolgte die Anerkennung als höhere Lehranstalt mit der Bezeichnung Realprogymnasium.
Erst zwölf Jahre später wurde das einstige Hauptgebäude errichtet, welches heute noch als Gebäude eins bzw. als „Altbau“ bezeichnet wird. In ihm befindet sich das Sekretariat und die Schulleitung.

1924 wurde das Gymnasium verstaatlicht und in den kommenden Jahren die Oberstufe eingeführt. Im Rahmen der Schulreform wurde das Gymnasium zur Staatlichen Oberschule für Jungen Bad Gandersheim, so dass Mädchen die Oberschule nur nach behördlicher Genehmigung besuchen durften. 1948 gab es erneut eine Umbenennung, nun zu „Staatliche Oberschule“. Aufgrund der steigenden Zahl von Schülern wurde 1954 die Schule mit dem heutigen Neubau erweitert und kurz darauf in „Gymnasium Bad Gandersheim“ umbenannt. 1963 wurde der Naturwissenschaftstrakt errichtet, 1994 das Forum.

## Gebäude
Die Schule besteht aus sechs Gebäuden, die durch zwei Schulhöfe und einem Gehweg miteinander verbunden sind. Zwei Sporthallen gehören ebenfalls zum Schulgelände.
Im Gebäude 1, dem Altbau, befinden sich Klassenräume, die überwiegend von der Oberstufe genutzt werden, die Cafeteria La Keller, die Bibliothek, das Hauptlehrerzimmer sowie die Schulleitung. Gebäude 2 ist das Forum, welches dem Altbau schräg gegenüber liegt und im Jahre 1994 eröffnet wurde. Gebäude 3 ist der 1956 fertiggestellte Neubau. In ihm sind eines der drei Lehrerzimmer, Musik- und Kunsträume, Erdkunde- und Geschichtsräume sowie der Feierraum (für kleinere Filmvorführungen) als auch weitere Klassenräume für die Mittel- und Unterstufe untergebracht. In Gebäude 4, 1964 eröffnet, befinden sich die Fachräume für Chemie und Physik und Computerräume.
Die kleinere der beiden Sporthallen ist das Gebäude 5. Das im Kellergeschoss vorhandene Schwimmbecken ist mittlerweile geschlossen und wird als Requisitensammlung für die jährlich stattfindenden Theaterstücke genutzt.
Im Gebäude 6 befinden sich die Mensa, die Biologieräume, die zweite große Sporthalle sowie weitere Klassenräume und das letzte der drei Lehrerzimmer.

## Projekte

### Comenius-Programm
Die Schule nimmt zum wiederholten Male am Comenius-Projekt teil und hat die Bladins School in Malmö, das Dienes Laszlo–Gymnasium in Debrecen, das Soukromá-Gymnasium in Hranice und das Istituto Tecnico Commerciale Statale Lucio Lombardo Radice in Rom als Partnerschulen.

### DELF
Seit vielen Jahren wird jährlich eine „DELF-AG“ angeboten, in der Schüler das elementare „A1 Diplom“ erhalten können, das ihnen ermöglicht, im französischsprachigen Ausland ein Praktikum oder ein Studium aufzunehmen.

### PIK-AS
Das „PIK-AS Konzept“ ist ein Netzwerk verschiedener Schulprojekte, an denen Schüler, Lehrer und außerschulische Projektpartner, u. a. die örtliche Polizei, beteiligt sind und sich als Ziel gesetzt haben, das Schulklima zu verbessern, psychische und körperliche Gewalt zu reduzieren, den Blick für eigene Bedürfnisse und Befindlichkeiten zu schärfen und den Teamgeist in der Schule durch Fürsorge mit Mitmenschen zu stärken und das Mitspracherecht ernst zu nehmen.

## Besonderheiten
Alle naturwissenschaftlichen Fachräume sind mit interaktiven Whiteboards ausgestattet.
In der im Jahr 2010 eröffneten Mensa können Essensbestellungen über das „Roswitha-Gymnasium-Mensa-System“ (RGMS) online aufgeben und mithilfe eines Mensaausweises und eines Strichcodes in der Mensa abgeholt werden.
Die Schüler haben die Möglichkeit, eine Gesangsklasse zu besuchen, in der eine zusätzliche Musikstunde erteilt wird.